# Escola Superior de Media Artes e Design
A Escola Superior de Media Artes e Design (ESMAD) é uma instituição de ensino superior localizada no concelho da Póvoa de Varzim, no Norte de Portugal. É uma unidade orgânica do Instituto Politécnico do Porto, sendo especializada nos domínios do cinema, design, fotografia, multimédia e web.
Esta está localizada no Campus 2, novo campus recentemente criado na linha fronteiriça entre Vila do Conde e Póvoa de Varzim para acomodar aquelas que seriam as novas escolas do Politécnico do Porto, nomeadamente a ESMAD e a ESHT.

## Apresentação
"A Escola Superior de Media Artes e Design (ESMAD) é uma unidade orgânica de ensino e investigação, que goza de autonomia académica e pretende continuar como uma escola de referência nacional e internacional. No exercício da sua autonomia, tem como missão a intervenção e o desenvolvimento da formação graduada e pós-graduada, a investigação e a cooperação com a sociedade."
A ESMAD ministra atualmente, no quadro do modelo do Processo de Bolonha, 6 licenciaturas e 4 mestrados. Além de pós-graduações e CTeSP.

## Arquitetura do Campus 2 - Vila do Conde e Póvoa de Varzim

### Implantação e Concepção

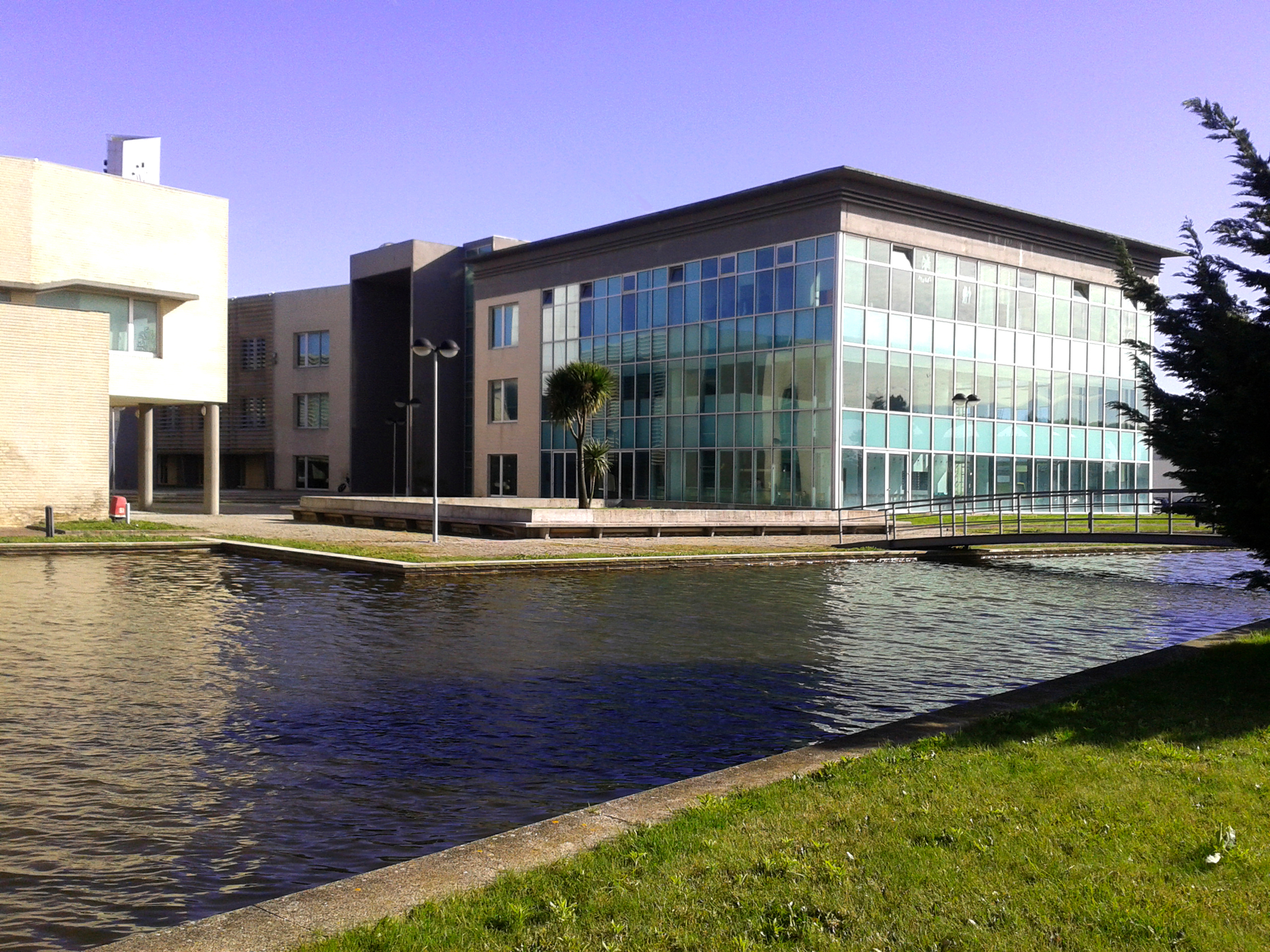
Campus 2 - Vila do Conde/Póvoa de Varzim

Campus 2 - Vila do Conde/Póvoa de Varzim.
O Campus, no seu conjunto, tem uma dimensão majestosa. A solução arquitectónica desenvolvida está alinhada com o eixo sul/norte, tal como se orientam os arcos situados no local, dos quase mil que constituem o belo e extenso aqueduto. Este desenvolvimento, que permite potenciar ao máximo a exposição solar, assenta em quatro edifícios, duas praças articuladas entre si e três entradas para o campus, com circulação a interligá-las.

### O Campus, o Programa e os Edifícios
- O primeiro edifício, a sul, com dois corpos sequenciais, com leitura de um só, ligeiramente desalinhado, marca uma das entradas, a porta do conjunto, e tem como função o apoio social, com cantina e bares, associação de estudantes, direcção e administração da escola e biblioteca.
- O segundo edifício, a nascente e com a forma em L, marca, em conjunto com o primeiro, no seu topo nascente-sul, uma segunda entrada, prevendo o futuro desenvolvimento local; tem também como função, num dos seus corpos, o ensino teórico, em salas de aula, e no outro a instalação de gabinetes dos docentes. Este edifício está interligado com o primeiro através de um passadiço aéreo.
- O terceiro edifício, a poente e igualmente em L, é estratégico, pois define, em conjunto com o corpo destinado aos docentes, as duas praças e tem como função o ensino prático, em laboratórios.
- O quarto edifício, a norte, é de um corpo só e marca o remate de uma praça e a terceira porta do campus. Tem como função albergar o auditório central / teatro. A localização permite o seu funcionamento em sessões destinadas ao público em geral, sem atravessar e devassar todo o Campus. Esta solução permite ainda que o piso das garagens não seja totalmente enterrado, já que um dos seus lados se assume como frente.[3]

### Solução Arquitectónica, as Praças, o Parque e o Auditório
Nesta solução está ausente o conceito de frente e traseiras, e foram implantados elementos funcionais que são ao mesmo tempo referências que valorizam o conjunto, em qualquer abordagem. É o caso:
- Da porta em arco, a sul;
- Da passagem aérea suspensa, a nascente;
- Do auditório, a norte;
- Da torre no centro;
- Da abertura da praça da torre, a poente, rematada por um lago.

A praça da torre inicia um percurso pedonal ao longo do lago e do parque, que convida ao lazer e reflexão. O parque, medianamente arborizado, tem percursos que permitem usufruir de uma relação privilegiada com os arcos e com o lago e viver momentos de descontracção no anfiteatro moderno, ao ar livre. Existem a apoiar todo o campus, três zonas distintas de estacionamento não coberto.

### Áreas
- 31 544 m² (terreno)
- 18 750 m² (edificação)[3]

## Departamentos

### Departamento das Artes da Imagem
Diretor: Luís Ribeiro

### Departamento de Design
Diretor: Pedro Serapicos

### Departamento de Informática
Diretor: Ricardo Queirós

### Departamento de Multimédia
Diretor: Luís Leite